# Adtran
Adtran to amerykańska firma zajmująca się sieciami światłowodowymi i telekomunikacją z siedzibą w Huntsville w stanie Alabama.
Firma związała się z branżą telekomunikacyjną w 1986 roku, po zbyciu przez AT&T regionalnych spółek operacyjnych Bell (RBOC – Regional Bell Operating Company).

## Historia
Firma Adtran powstała w 1985 roku w Huntsville, a jej założycielami byli Mark C. Smith i Lonnie S. McMillian. Rok później firma AT&T sprzedała regionalne spółki operacyjne Bell, które stały się pierwszym klientem firmy Adtran.
W 2006 roku Adtran przejął firmę Luminous Networks, producenta sprzętu sieci dostępowych. W 2009 Adtran przejął firmę Objectworld Communications z siedzibą w Ottawie.
Od 2011 wraz z przejęciem firmy Bluesocket, Adtran zaczął rozwijać rozwiązania bezprzewodowych sieci komputerowych Wi-Fi. W 2012
Atran nabył firmę Nokia Siemens Networks zajmującą się dostępem do stacjonarnego Internetu szerokopasmowego.
W 2015 roku Adtran zaczął rozwijać technologię PON powiązaną ze specyfikacjami ITU/FSAN NG-PON2.
Od 2016 firma Adtran rozwija produkt typu Software-Defined Access Mosaic.
30 sierpnia 2021 Adtran i ADVA Optical Networking ogłosiły połączenie biznesowe w celu stworzenia globalnego, skalowalnego lidera kompleksowych rozwiązań sieci światłowodowych. Oferta przejęcia wyceniana była na 759 mln euro i towarzyszyła jej wymiana udziałów. Fuzja została sfinalizowana w lipcu 2022 roku.
Oddział Adtran w Polsce mieści się w Gdyni przy ulicy Łużyckiej 8c i liczy ponad 500 pracowników.
Adtran jest międzynarodową firmą i zatrudnia ponad 3300 osób na czterech kontynentach.
Firma Adtran posiada następujące certyfikaty ISO 9001, ISO 14001, ISO 27001 i TL 9000
Największe oddziały firmy Adtran:
- Huntsville, USA
- Meiningen, Niemcy
- Gdynia, Polska
- Hajdarabad, Indie
- Atlanta, USA
- Melbourne, Australia